# Ulaanbaatar-Buchmesse

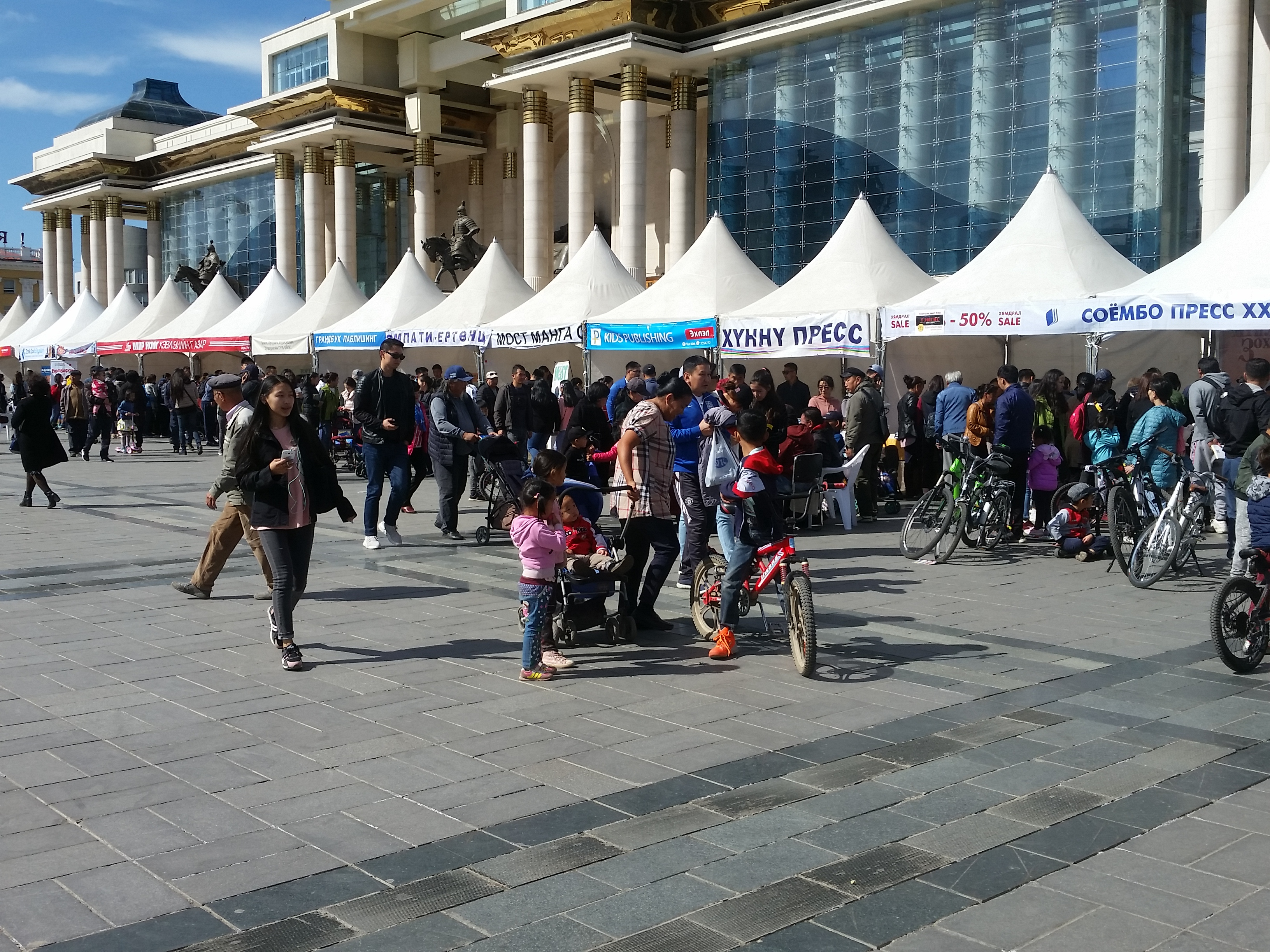
Hauptveranstaltungsort der Ulaanbaatar-Buchmesse

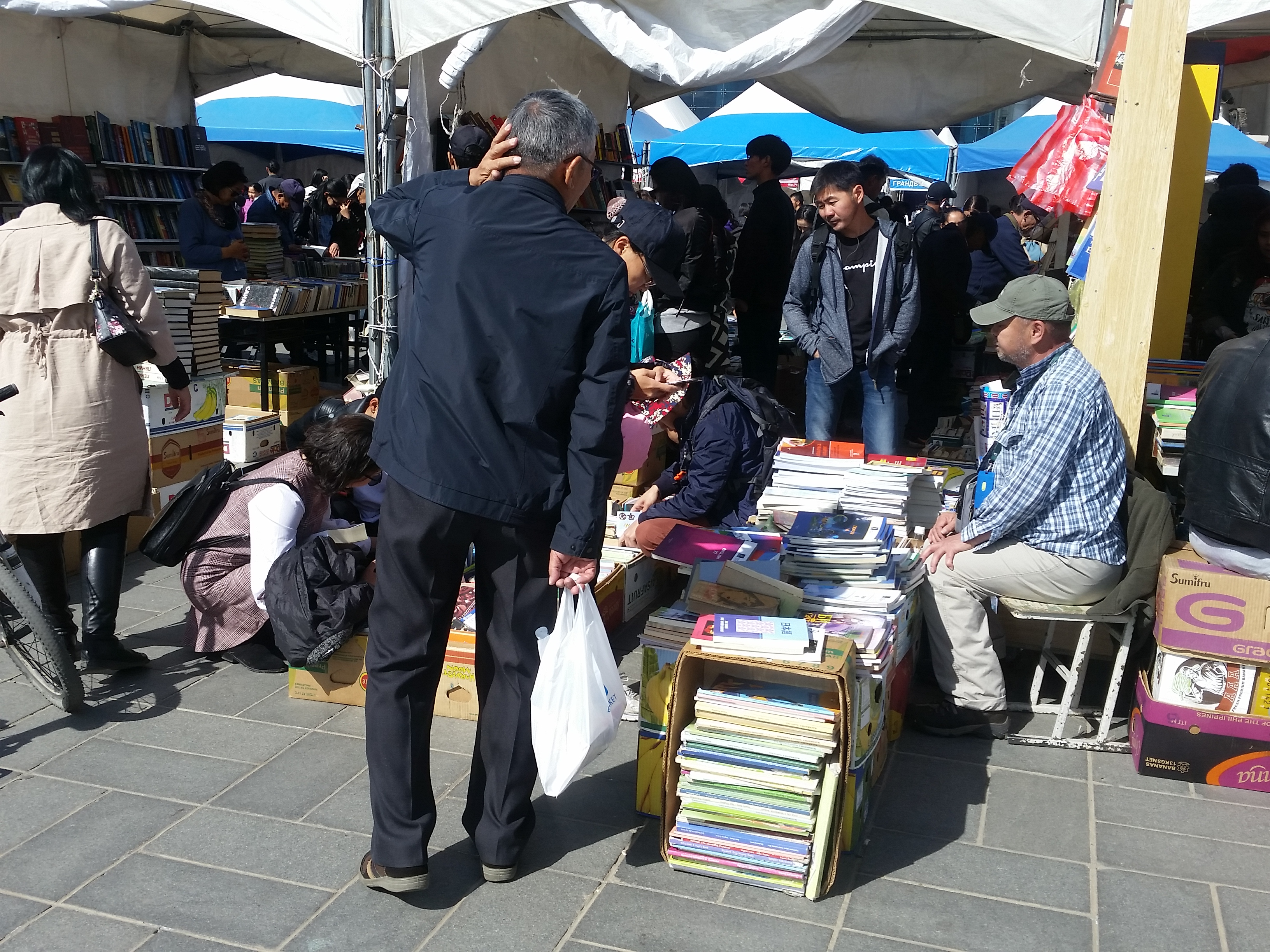
Besucher der Buchmesse

Die Ulaanbaatar-Buchmesse ist eine Buchmesse in Ulaanbaatar. Sie findet seit 1998 zweimal jährlich im Frühjahr und im Herbst statt. Der Herbsttermin findet auf Erlass des Präsidenten statt. Mehr als 300 Autoren und mehr als 120 Verlage und verwandte Organisationen sowie Tausende von Buchlesern nehmen an der Veranstaltung teil. Diese Veranstaltung wird von der NGO Nomyn Soyolt Ertunts mit der Kulturabteilung der Stadt und dem Bildungsministerium der Mongolei organisiert.